# Palau de Bellevue
El Palau de Bellevue (en alemany Schloss Bellevue) és un palau berlinés situat al nord de Tiergarten a la vora de l'Spree, prop de la Columna de la Victòria de Berlín. El seu nom prové de l'ambient extern que es contempla de l'Spree. Des de 1994 el palau és utilitzat com a residència oficial del president d'Alemanya.
El príncep August Ferran de Prússia, germà menor del rei de Prússia Frederic el Gran, va encomanar en 1786 a l'arquitecte Michael Philipp Daniel Boumann construir el palau de Bellevue, com a residència d'estiu en el solar on se situava una casa construïda en 1743 per Knobelsdorff. Es tracta del primer edifici neoclàssic d'Alemanya, en la seua planta es distingeixen tres sectors diferenciats: un edifici central amb 19 obertures i un frontó recolzat sobre quatre pilastres corínties. I dos edificis laterals, un sobre el marge del riu, ala de l'Spree i un altre simètricament oposat, ala de les dames. El palau a més comprèn una àrea de 20 hectàrees de parc situat al seu voltant. Bellevue va ser emprat com a residència oficial del Príncep de la Corona d'Alemanya.
En aquest palau es va signar el tractat de pau de la guerra francoprussiana el 3 de setembre de 1870. En 1928 durant la República de Weimar, el palau va passar a formar part de l'Estat, a mitjan anys trenta acull de forma provisional el museu etnogràfic, fins que en 1938 es converteix en la residència oficial dels hostes del Tercer Reich.
A les acaballes de la Segona Guerra Mundial es va utilitzar com a seu de consultes de l'Estat Major alemany i va patir greus danys durant els bombardejos de les tropes aliades al maig de 1945. Després de la guerra, només va quedar dempeus l'ala principal la façana exterior. Es va restaurar parcialment en els anys 50, i solament l'exterior es va mantenir com l'original; a l'interior solament va ser conservat el Gran Saló Oval dissenyat per Carl Gotthard Langhans en 1791. A partir de 1957 es decideix que siga la residència a Berlín del president, i en 1997 va esdevenir la residència principal, que anteriorment es trobava a Vila Hammerschmidt en Bonn, capital de la RFA.
Va ser definitivament restaurada entre 2004 i 2005 es van remeiar els efectes de les reconstruccions anteriors. Durant aquest període el president d'Alemanya va utilitzar el Palau de Charlottenburg per rebre el cos diplomàtic i els presidents d'altres països. El Palau Bellevue es va convertir novament en la seua residència oficial al gener de 2006.